# Constance de couleur
La constance des couleurs est la capacité de la vision humaine à reconnaître aux objets une couleur stable dans des conditions d'éclairement variées.
Ewald Hering a le premier reconnu cette propriété de la vision des couleurs, qui montre qu'« il n'y a pas de correspondance biunivoque entre longueur d'onde et couleur perçue ». En dehors du laboratoire de colorimétrie, dans les conditions ordinaires, nous ne voyons pas les couleurs simplement selon la répartition des longueurs d'onde des lumières qui atteignent la rétine.
Une feuille blanche renvoie environ 40% de la lumière également quelle que soit la longueur d'onde de la lumière ; une feuille qui renvoie 5% ou moins se perçoit comme noire.
Plaçons la feuille blanche à l'ombre, et la feuille noire au soleil : nous continuons à les identifier respectivement comme blanche et noire bien que la feuille blanche renvoie considérablement moins de lumière que la feuille noire.
La constance de couleur ne se réduit pas à l'adaptation visuelle chromatique : le système visuel ne tient pas seulement compte de l'illumination d'ensemble, mais du contraste local entre les objets pour leur attribuer une couleur.
La constance de couleur est manifeste dans toutes les conditions d'éclairage habituelles ; elle cesse cependant dans les lumières qui s'en éloignent excessivement ; la perception de la couleur devient alors incertaine. Elle n'est pas absolue ; on peut construire des dispositifs qui la mettent en défaut.
Edwin Land, réalisant de nombreuses expériences psychophysiques sur la constance de couleur, en conclut que le système visuel n'analyse pas le rayonnement lumineux provenant d'un objet pour en tirer une perception de couleur, mais compare les réponses des cônes des trois types qui tapissent une partie du fond de la rétine pour estimer la réflectance spectrale des objets. Un modèle du système visuel doit, selon la voie de recherche qu'il ouvre, être capable d'indiquer comment, à partir des indications insuffisantes que fournissent les capteurs de la rétine, se forme cette perception liée à l'objet (Thompson 1995, p. 83sq).
Cette capacité donne à l'espèce un avantage pratique dans son interaction avec son environnement.
Elle peut se mettre en rapport avec d'autres instances de constance perceptuelle visuelle : le sujet, par exemple, conserve une notion stable de la grandeur d'un objet quel que soit son éloignement, malgré la variation de sa grandeur apparente.

## Inconstance de la couleur
La perception de la couleur d'un objet n'est qu'approximativement constante. Le trichromatisme fournit un nombre insuffisant de paramètres pour une appréciation sûre de la couleur d'un objet en tenant compte de la lumière dans tous les cas.
Une étude d'Helson a conclu que des échantillons de réflectance spectrale uniforme vus sur un fond de même nature apparaissent gris neutre dans une lumière blanche forte. Quand les mêmes échantillons sur le même fond sont examinés à la lumière colorée, ils semblent de la couleur de la lumière si leur réflectance est supérieure à celle du fond, et de la couleur complémentaire si elle est inférieure. Ce phénomène montre qu'on ne peut négliger l'influence du fond, et que la constance des couleurs ne peut se traiter indépendamment du contraste ni de l'adaptation visuelle chromatique.
Le caractère approximatif de la constance de la couleur des objets indépendamment de leur éclairage peut se concevoir comme un échec de l'identification d'une caractéristique de l'objet ; elle peut aussi se comprendre comme une optimisation de ressources, cette constance étant en général suffisante. Du point de vue de l'interaction avec le milieu, la perception de la nature de l'éclairage, lumière d'orage, crépusculaire, soleil direct, a un intérêt intrinsèque ; l'imperfection de la constance de couleur permet cette perception (Thompson 1995, p. 103). Des recherches ont montré que certains animaux manifestent une constance de couleur supérieure à celle de l'être humain ; sans doute sont-ils moins capables de s'adapter à l'environnement.
L'être humain peut aussi s'affranchir de la constance de couleur, par un effort d'attention. C'était, par exemple, une ambition typique des peintres impressionnistes.

## Modèles de la constance de couleur
Edwin Land, avec son modèle « Retinex », un mot-valise construit sur rétine et cortex, a ouvert un domaine de recherche qui vise à prédire l'interprétation humaine de la couleur, à partir de l'ensemble du champ visuel, et non plus simplement d'un petit secteur au milieu d'un champ de référence comme en colorimétrie.
Ce modèle implique nécessairement l'étude de la segmentation d'image. Si, en effet, la vision humaine constitue une appréciation de la réflectance spectrale d'un objet, il faut séparer cet objet du contexte, et calculer, à partir de ce contexte, un éclairage probable. Il est apparu rapidement, en critique du modèle Retinex original, que les éléments proches, formant contraste avec l'objet, ont un rôle plus important dans cette évaluation. Les mêmes éléments visuels déterminent la délimitation de l'objet. Un modèle de la vision qui rende compte de la constance de couleur intègre la détection de contours. Le contour n'est souvent pas fermé par une ligne de fort contraste sur l'image en deux dimensions, il faut rechercher les variations brusques du gradient de couleur et des changements de teinte (Thompson 1995, p. 92sq). 